# 髕前滑囊炎
髕前滑囊炎是膝盖前面髕前滑囊的发炎。症状通常包括肿胀、发红、压痛，并可能造成活动范围轻微變小 。病程较长的患者通常較不疼痛。
最常见的原因是膝盖反复受到轻微创伤，例如跪下。其他可能原因，包括：单次受伤、痛风、類風濕性關節炎或感染。危险因子，包括：需要经常跪着的职业和免疫功能低下 。通常根據症状和身體檢查诊断，可能需要抽吸來排除感染。
治疗包括：休息、服用非類固醇抗發炎藥和冷敷。若有感染，通常需要抗生素治疗 7 天。对于长期病例，可以注射类固醇。若治療无效，可以进行滑囊切除術。一般情況，復原很好。
髕前滑囊炎還算常见，估计每年每 10,000 人中约有 1 人患病，发病率仅次于鷹嘴突滑囊炎 。較常發生在男性比女性。 40 至 60 岁间最容易發病。历史上曾被称为女佣膝、地毯工人膝或木匠膝。